# Liometopum miocenicum
Liometopum miocenicum é uma espécie de formiga do gênero Liometopum.